# Pierre Corneille Van Géel
Pour les articles homonymes, voir Van Geel.

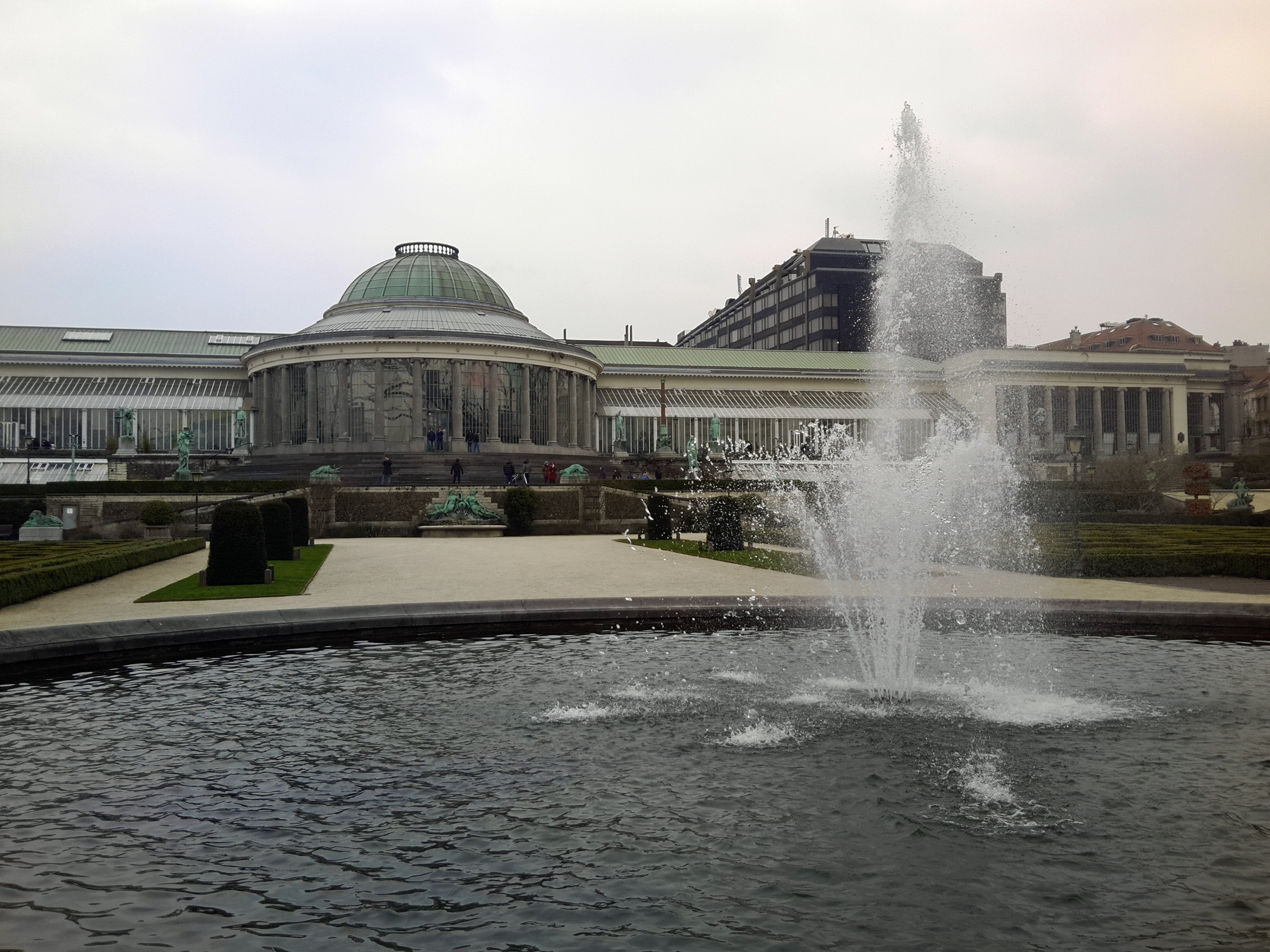
Pierre Corneille Van Géel fait partie des fondateurs du premier jardin botanique de Bruxelles (1826).

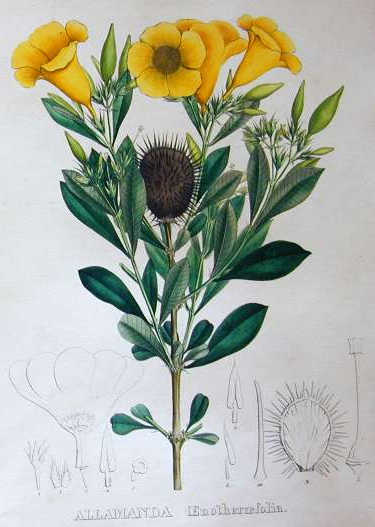
Illustration dallamanda par Pierre Corneille Van Géel.

Pierre Corneille Van Géel (aussi van Géel, Van Geel ou Geel ; né le 12 octobre 1796 à Malines et décédé en 15 mars 1837 à Paris) était un prêtre catholique romain du sud des Pays-Bas, de l'archidiocèse de Malines. Il a travaillé comme botaniste. Il était un orangiste à l'époque du royaume uni des Pays-Bas.
Van Geel fait partie des cinq fondateurs de la Société d'Horticulture des Pays-Bas qui construisit les bâtiments du Jardin botanique de Bruxelles (1826).

## Biographie
Van Géel a grandi à Malines. En 1819, l'archevêque François-Antoine de Méan de Beaurieux, de l'archidiocèse de Malines, l'ordonne prêtre. Van Géel était vice-pasteur de l'église Notre-Dame du Finistère à Bruxelles (1819-1826).
En 1821, l'abbé Van Géel est mêlé à une polémique ecclésiastique. Le vicaire général F.G. Verheylewegen de l'archidiocèse de Malines a prononcé un sermon remarquable le 4 mars 1821 dans la cathédrale de Malines. Il soutenait que les non-catholiques avaient également accès au paradis. Verheylewegen était un orangiste et voulait certainement, par ce biais, jeter un pont vers le gouvernement protestant du royaume uni des Pays-Bas. Le sermon était intitulé Le triomphe de la Croix de Jésus-Christ. La polémique entourant le sermon a pris des proportions féroces. Jan Baptist Buelens (nl), un anti-orangiste, a publié contre le vicaire général. Van Géel est l'un des rares à avoir défendu le vicaire général. Van Géel lui-même était aussi un orangiste. Van Géel a enregistré la défense dans son pamphlet Le vicaire-général Verheylewegen considéré dans son vrai jour par un jeune théologien catholique. En tant que jeune prêtre, il a vu un avenir pour les sermons avec un tel contenu. L'archevêque de Malines a placé les écrits de Van Géel dans l'index des livres interdits de l'église ; Van Géel a également été interdit de parole.
Pendant ce temps, Van Géel consacre beaucoup de temps à des études botaniques. Van Géel a fondé la Société néerlandaise d'horticulture avec Auguste Drapiez, un chimiste et biologiste franco-belge, qui a eu l'approbation de Guillaume Ier. Le nom officiel de la société était Société Royale d'Horticulture des Pays-Bas (1826). Van Geel a siégé au conseil d'administration de 1826 à 1831. Pendant cette période, le conseil publie le Sertum Botanicum sous la direction de Drapiez. Cet ouvrage en six volumes contient 600 illustrations de plantes, accompagnées de leurs descriptions. Cet ouvrage a été présenté en 1830 à l'Exposition des Produits de l'Industrie nationale à Bruxelles, juste avant la révolution belge.
Van Géel a donné des réfutations à la révolution belge de 1830. À La Haye, il publie La politique du guetapens ou Lord Ponsonby à Bruxelles. Il s'oppose au diplomate britannique Lord Ponsonby, 4e comte de Bessborough. Ce dernier était un associé du premier ministre britannique Earl Charles Grey. Van Géel accuse Lord Ponsonby de comportement criminel en nommant Léopold de Saxe-Cobourg, roi de la nouvelle Belgique. Van Géel s'en prend également au jeune gouvernement belge et au haut clergé, qu'il accuse de trahir l'orangisme. Pour l'archevêque de Méan de Beaurieux, celui-là même qui avait ordonné Van Geel à la prêtrise, trop c'est trop. Van Geel choisit de disparaître de l'archevêché, il démissionne de la Société Royale d'Horticulture des Pays-Bas et se rend à La Haye (1831).
Dans les années 1830, Van Géel réalise à Paris les portraits sur pierre « d'après nature » de musiciens français reconnus ou d'hommes politiques (Frédéric Berr (1836) : professeur de clarinette au conservatoire de Paris; Henri Brod : hautboïste ; Prudent-Louis Aubéry Du Boulley : compositeur (1836) ; Giuseppe Fieschi (1836) : conspirateur...) au 68 rue de la Chaussée d'Antin; les lithographies sont réalisés par Eugène-Florent Kaeppelin au 20 rue du Croissant. La Bibliothèque nationale de France possède une collection de ses estampes.
Van Géel est mort en mars 1837 dans un lieu inconnu de Paris, dans l'oubli.

## Autres travaux
- En 1833, Auguste Drapiez et d'autres botanistes de Bruxelles ont publié d'autres livres de botanique. Parmi celles-ci figure l'encyclopédie intitulée Encyclopédie du Règne Végétal. Les lecteurs pouvaient encore clairement voir la main de Van Géel dans ce travail[7].
- Les plantes décrites pour la première fois par Van Géel portent le nom de Van Géel dans leur nom[8].
- Le jardin botanique créé par la Société Royale d'Horticulture des Pays-Bas (1826) entre la porte de Schaerbeek et la porte de Cologne deviendra plus tard le Jardin botanique de Bruxelles.

## Œuvres
- Sertum botanicum, collection choisie de plantes les plus remarquables par leur élégance, leur éclat ou leur utilité, par une société de botanistes et publiée par P. C. Van Géel, membre du Conseil d'Administration de la Société royale d'Horticulture des Pays-Bas à Bruxelles, Etablissement Encyclographique, Quai au Foin 35, section 4, Bruxelles, de 1828 à 1832 (4 tomes). Ces publications étaient destinées à constituer progressivement une Flore Universelle. Cette série a été prolongée jusqu'en 1838. Les premiers volumes étaient proposés au public lors de l'Exposition des produits de l'Industrie de Bruxelles de juillet 1830 qui eut lieu au Palais de l'industrie nationale (devenu le Musée de l'Industrie (Bruxelles) .
- Notions pratiques sur l'art de la peinture, John Burnet, traduit par P.-C. van Geel, Paris, 1835[9].